# Марямполь (Козеницький повіт)
Марямполь (пол. Mariampol) — село в Польщі, у гміні Ґловачув Козеницького повіту Мазовецького воєводства.
Населення — 184 особи (2011).
У 1975-1998 роках село належало до Радомського воєводства.

## Демографія
Демографічна структура станом на 31 березня 2011 року:
|          | Загалом | Допрацездатний вік | Працездатний вік | Постпрацездатний вік |
| -------- | ------- | ------------------ | ---------------- | -------------------- |
| Чоловіки | 100     | 17                 | 74               | 9                    |
| Жінки    | 84      | 15                 | 47               | 22                   |
| Разом    | 184     | 32                 | 121              | 31                   |